# Escuela Waterpolo Zaragoza
La Escuela Waterpolo Zaragoza es un club de waterpolo con sede en Zaragoza, España.

## Historia
La Escuela de Waterpolo de Zaragoza fue fundada en octubre de 1984. Fue creada por la Federación Aragonesa de Natación y desde entonces ha realizado sus actividades en la piscina del Parque de Bomberos que fue construida el año anterior. Sus promotores fueron Rafael Feliz y Jesús Mª Montaner, entonces directivos de la FAN presidida por Ricardo Clemente. En el año 2007 se independizó de la FAN siendo nombrado presidente Vicente Rubio.
En la temporada 2003-04 su equipo femenino consiguió el ascenso a la División de Honor de Waterpolo Femenino. La temporada siguiente jugó por vez primera dicha categoría y aunque en su primera temporada en la máxima categoría descendió a Primera División después de perder la promoción, al año siguiente volvió a recuperar la categoría y desde la temporada 2006/2007 la ha jugado ininterrumpidamente. Su clasificación más destacada fue el cuarto puesto logrado en 2010/2011.
En las temporadas 2010/2011 y 2011/2012 el equipo femenino intervinó en la Copa LEN, segunda competición europea para clubs femeninos, convirtiéndose de este modo en el primer equipo aragonés de waterpolo en jugar competición internacional. De aquella plantilla formaba parte la medallista olímpica Andrea Blas.
En la temporada 2012/2013, el equipo masculino de la EWZ jugó por vez primera la Segunda División Nacional finalizando en séptima posición.
Organiza el torneo alevín nacional Trofeo Rafael Feliz.

## Palmarés
- 2 Ligas de Euskal Herria de waterpolo femenino (2011, 2012)